# Gwenaëlle Aubry
Gwenaëlle Aubry (2 de abril de 1971) é uma escritora e filósofa francesa. É estudiosa da filosofia antiga e de suas implicações no mundo contemporâneo, além de autora de uma tradução das obras de Plotino. É pesquisadora do CNRS. Adaptou para a rádio France Culture o poema Der Tod des Vergil, de Hermann Broch. Estreou na ficção em 1999, com Le Diable détacheur. Ganhou em 2009 o Prêmio Femina com seu romance Personne, baseado na experiência com a psicose maníaco-depressiva de seu pai, o também acadêmico François-Xavier Aubry.

## Obras
- Le diable détacheur (Actes Sud, 1999)
- L'isolée (Stock, 2002)
- L'isolement (Stock, 2003)
- Notre vie s'use en transfigurations (Actes Sud, 2007)
- Personne (Le Mercure de France, 2009)
- Partages (Le Mercure de France, 2012)[4]